# ハリデー慈英
ハリデー 慈英 （はりでー じえい、1996年8月29日 - ）は、栃木県宇都宮市出身のプロアイスホッケー選手。ポジションはディフェンス。アジアリーグアイスホッケーのレッドイーグルス北海道に所属。

## 経歴
宇都宮ブルーインズ、Whitby Wildcats AAA(カナダ)、日光東中学校、埼玉栄高等学校、早稲田大学を経て、2019年-20年シーズンより王子イーグルス（現：レッドイーグルス北海道）へ加入。
2023-2024シーズンはシーズン中の2023年10月31日に11月に苫小牧市にて実施されたアイスホッケー男子日本代表の国内合宿の参加メンバーに選出された。2024年1月16日にレッドイーグルスの本拠地であるnepiaアイスアリーナと安平町の安平町スポーツセンターにて実施されたアイスホッケー男子日本代表の国内合宿の参加メンバーに選出された。1月29日にハンガリーのブダペストで開催されたミラノ・コルティナダンペッツォオリンピックの3次予選と事前合宿の参加メンバーに選出された。
オフの2024年4月8日に安平町の安平町スポーツセンターで開催されたアイスホッケー男子日本代表の選考合宿に参加するメンバーに選出された。4月16日にイタリアのボルツァーノで開催された2024 IIHF 男子世界選手権 ディビジョンI グループAの日本代表に選出された。5月15日にレッドイーグルスと再契約を結んだ。
2024年-25年シーズンはシーズン開幕前の2024年7月1日にレッドイーグルスの本拠地であるnepiaアイスアリーナでのアイスホッケー男子日本代表の代表選考合宿に招集された。8月1日にデンマークのオールボーで開催されるミラノ・コルティナダンペッツォオリンピックの最終予選と事前合宿の日本代表に選出された。

## 人物
日本とカナダのハーフである。そのため、レストランに入ったら英語のメニュー渡されたり、初対面の人に「お前何人？」って聞かれたりすることに嫌悪感を抱いていた。中でも外国人扱いされることが一番嫌であったとしている。ただ、日本語と英語のハイリンガルであり、名簿を見た時にすぐに自分の名前を見つけられたり、家族が他の国にもいたりすることなどから、次第にハーフでよかったと感じるようになった。

## 詳細情報

### 個人記録
| 2019-20          | 王子   | アジア |  |  |  |  |  |    |    |    |    |    |  |  |  |  |  |  |  |  |  |  |  |  |  |
| 2020-21          | 王子   | アジア |  |  |  |  |  | -- | -- | -- | -- | -- |  |  |  |  |  |  |  |  |  |  |  |  |  |
| 2021-22前期      | レッド | アジア |  |  |  |  |  | -- | -- | -- | -- | -- |  |  |  |  |  |  |  |  |  |  |  |  |  |
| 2021-22後期      | レッド | アジア |  |  |  |  |  |    |    |    |    |    |  |  |  |  |  |  |  |  |  |  |  |  |  |
| 2022-23          | レッド | アジア |  |  |  |  |  |    |    |    |    |    |  |  |  |  |  |  |  |  |  |  |  |  |  |
|                  |        |        |  |  |  |  |  |    |    |    |    |    |  |  |  |  |  |  |  |  |  |  |  |  |  |
|                  |        |        |  |  |  |  |  |    |    |    |    |    |  |  |  |  |  |  |  |  |  |  |  |  |  |
|                  |        |        |  |  |  |  |  |    |    |    |    |    |  |  |  |  |  |  |  |  |  |  |  |  |  |
|                  |        |        |  |  |  |  |  |    |    |    |    |    |  |  |  |  |  |  |  |  |  |  |  |  |  |
|                  |        |        |  |  |  |  |  |    |    |    |    |    |  |  |  |  |  |  |  |  |  |  |  |  |  |
| アジアリーグ通算 |        |        |  |  |  |  |  |    |    |    |    |    |  |  |  |  |  |  |  |  |  |  |  |  |  |

### 代表歴
- 2026年ミラノ・コルティナダンペッツォオリンピック3次予選日本代表（2024年）
- 2024 IIHF 男子世界選手権 ディビジョンI グループA 日本代表
- 2026年ミラノ・コルティナダンペッツォオリンピック最終予選日本代表（2024年）

## 脚註
1. ↑  “男子代表国内合宿 11月　開催”. JIHF 公益財団法人 日本アイスホッケー連盟 (2023年10月31日). 2024年6月14日閲覧。2023年　男子代表国内合宿(11月)　メンバーリスト (PDF)
2. ↑  “男子代表国内合宿 11月　開催”. JIHF 公益財団法人 日本アイスホッケー連盟 (2023年10月31日). 2024年6月14日閲覧。2023年　男子代表国内合宿(11月)　メンバーリスト (PDF)
3. ↑  “男子代表　2026ミラノ・コルティナダンペッツォ冬季五輪3次予選および事前合宿”. JIHF 公益財団法人 日本アイスホッケー連盟 (2024年1月29日). 2024年7月6日閲覧。男子代表　2026ミラノ・コルティナダンペッツォ冬季五輪3次予選　メンバーリスト (PDF)
4. ↑  “男子代表選考合宿（4月）”. JIHF 公益財団法人 日本アイスホッケー連盟 (2024年4月8日). 2024年7月6日閲覧。2024年男子世界選手権・国内選考合宿　メンバーリスト (PDF)
5. ↑  “2024男子代表世界選手権および事前合宿”. JIHF 公益財団法人 日本アイスホッケー連盟 (2024年4月16日). 2024年7月6日閲覧。2024年 男子世界選手権・事前合宿　メンバーリスト (PDF)
6. ↑  “2024-2025シーズンスタッフ及び選手のお知らせ”. レッドイーグルス北海道（REDEAGLES HOKKAIDO） (2024年5月15日). 2024年5月20日閲覧。
7. ↑  “男子代表選考合宿（7月）”. JIHF 公益財団法人 日本アイスホッケー連盟 (2024年7月1日). 2024年7月6日閲覧。男子代表国内合宿(7月)　メンバーリスト (PDF)
8. ↑  “2026ミラノ・コルティナダンペッツォ冬季五輪最終予選および事前合宿”. JIHF 公益財団法人 日本アイスホッケー連盟 (2024年8月1日). 2024年8月7日閲覧。2026ミラノ・コルティナダンペッツォ冬季五輪最終予選および事前合宿 メンバーリスト (PDF)
9. 1 2 3  ハリデー慈英 (2015年7月17日). “選手ブログ ハリデー慈英”. 早稲田アイスホッケー BLOG. 2024年7月6日閲覧。